# 아오이 이부키
아오이 이부키(일본어: 葵 いぶき, 2001년 5월 18일~)는 일본의 AV여배우이다.
2022년 5월에 발표된 아사히 예능「2022 현역 AV여배우 SEXY 총선거」에서 50위를 기록했다.